# Municipio de Upper Moreland
El municipio de Upper Moreland  (en inglés: Upper Moreland Township) es un municipio ubicado en el condado de Montgomery en el estado estadounidense de Pensilvania. En el año 2000 tenía una población de 24.993 habitantes y una densidad poblacional de 1.212,2 personas por km².

## Geografía
El municipio de Upper Moreland se encuentra ubicado en las coordenadas 40°09′34″N 75°06′28″O / 40.15944, -75.10778.

## Demografía
Según la Oficina del Censo en 2000 los ingresos medios por hogar en la localidad eran de $50,454 y los ingresos medios por familia eran $61,143. Los hombres tenían unos ingresos medios de $41,697 frente a los $31,963 para las mujeres. La renta per cápita para la localidad era de $25,382. Alrededor del 4,9% de la población estaban por debajo del umbral de pobreza.